# Mezinárodní vodstvo Asie
Mezinárodní vodstvo je:
- vodstvo, tvořící státní hranici mezi dvěma státy
- vodstvo, protínající státní hranici
- vodstvo, kterým prochází, a/nebo se jej dotýká státní hranice více států

Níže je uveden seznam pro uložení základních informací o řekách, potocích, jezerech, rybnících, přehradních nádržích, různých říčních ramenech (slepá, ramena říčních delt) a podobně, zálivech a dalších vodních ploch, tvořících hranice mezi státy v Asii, tyto hranice protínající a vodních ploch, kterými prochází, a/nebo se jich dotýká státní hranice více států. Tento článek je volně doplnitelný seznam, umožňující rychlejší vyhledávání případně rychlou informaci o tom, že příslušný článek dosud neexistuje (pokud je daný pojem červený). Pro značný rozsah budou utvořeny ještě články Mezinárodní vodstvo Evropy, Mezinárodní vodstvo Afriky a Mezinárodní vodstvo Amerik. 
Státy, jichž se seznam týká, jsou seřazeny následovně: 1. Rusko, dále podle abecedy: 2. Abcházie 3. Afghánistán 4. Arménie 5. Ázerbájdžán 6. Bahrajn 7. Bangladéš 8. Barma 9. Bhútán 10. Brunej 11. Čínská lidová republika 12. Egypt 13. Filipíny 14. Gruzie 15. Indie 16. Indonésie 17. Irák 18. Írán 19. Izrael 20. Japonsko 21. Jemen 22. Jižní Korea 23. Jižní Osetie 24. Jordánsko 25. Kambodža 26. Katar 27. Kazachstán 28. Kuvajt 29. Kypr 30. Kyrgyzstán 31. Laos 32. Libanon 33. Malajsie 34. Maledivy 35. Mongolsko (8. Myanmar (Barma)) 36. Náhorní Karabach 37. Nepál 38. Omán 39. Pákistán 1. Rusko 40. Saúdská Arábie 41. Severní Korea 42. Singapur 43. Spojené arabské emiráty 44. Srí Lanka 45. Sýrie 46. Tádžikistán 47. Thajsko 48. Tchaj-wan 49. Turecko 50. Turkmenistán 51. Uzbekistán 52. Vietnam 53. Východní Timor. 

## Vodstvo tvořící státní hranici Ruska
Rusko sousedí v Asii s těmito státy (viz také článek Mezinárodní vodstvo Evropy): s Gruzií (a mezinárodně ne plně uznanou Abcházií), s Ázerbájdžánem, s Kazachstánem, Čínou, Mongolskem a se Severní Koreou. 

### Vodstvo tvořící státní hranici Ruska s Čínou
- Amur
- Ussuri

### Vodstvo tvořící státní hranici Ruska se Severní Koreou
- Tumannaja

## Vodstvo tvořící státní hranici Afghánistánu
Afghánistán sousedí s těmito státy: s Uzbekistánem, s Tádžikistánem, s Čínou, s Pákistánem, s Íránem a s Turkmenistánem. 

### Vodstvo protínající státní hranici Afghánistánu s Turkmenistánem
- Bahrajn je ostrovní stát. Od Saúdské Arábie jej odděluje Perský záliv.

## Vodstvo tvořící státní hranici Bangladéše
Bangladéš sousedí s těmito státy: s Indií (seznam viz Indie) a s Barmou.

## Vodstvo tvořící státní hranici Bhútánu
Bhútán sousedí s těmito státy: s Indií (seznam viz Indie) a s Čínou (seznam viz Čína). 

## Vodstvo tvořící státní hranici Číny
Čína sousedí s těmito státy: s Indií, s Pákistánem, s Afghánistánem (seznam viz Afghánistán), s Tádžikistánem, s Kyrgyzstánem, s Kazachstánem, s Ruskem (seznam viz Rusko), s Mongolskem, se Severní Koreou, s Vietnamem, s Laosem, s Barmou, s Bhútánem a s Nepálem. 

### Vodstvo protínající státní hranici Číny s Indií
- Brahmaputra

### Vodstvo tvořící státní hranici Číny s Laosem
- Mekong

### Vodstvo protínající státní hranici Číny s Bhútánem
- Mánas
- Torsa

## Vodstvo tvořící státní hranici Indie
Indie sousedí s těmito státy: s Bangladéšem, s Barmou, s Čínou (seznam viz Čína), s Bhútánem, s Nepálem a s Pákistánem. 

### Vodstvo protínající státní hranici Indie s Bhútánem
- Mánas
- Raidāk
- Sankoš
- Drangme Čchu
- Torsa

- Mongolsko sousedí s těmito státy: s Ruskem (seznam viz Rusko) a s Čínou (seznam viz Čína).

## Vodstvo tvořící státní hranici Severní Koreje
Severní Korea sousedí s těmito státy: s Ruskem (seznam viz Rusko), s Čínou (seznam viz Čína) a s Jižní Koreou.